# Ashgate Publishing
Ashgate Publishing war ein 1967 gegründetes britisches Verlagshaus aus Farnham und dem benachbarten Aldershot mit einem weiteren Sitz in Burlington (Vermont). Er verlegte Bücher und Zeitschriften aus dem Bereich der Geistes- und Sozialwissenschaften. In jüngster Zeit kamen E-Books dazu. Die Neuerscheinungen pro Jahr beliefen sich auf über 700 Titel. Publikationen des Verlages, zu denen auch die Imprints Gower Publishing (für Managementliteratur) und Lund Humphries (für Kunst und Architektur) gehörten, wurden mehrfach ausgezeichnet. Bekannt wurden die Sachbuchreihe The Ashgate Companion (z. B. to the History of Textile Workers) und die Handbuchreihe The Ashgate Research Companion (z. B. to Memory Studies).
Im Juli 2015 wurde bekannt gegeben, dass Ashgate für 20 Millionen britische Pfund an die zum Konzern Informa gehörende Verlagsgruppe Taylor & Francis verkauft worden war. 2016 wurde Ashgate zusammen mit Gower Publishing vollständig in den Verlag Routledge der Taylor & Francis-Gruppe integriert. Lund Humphries blieb als selbstständiger Verlag erhalten.